# Handy FamiEight
Pour les articles homonymes, voir Handy.
L'Handy FamiEight est une console de jeu vidéo "8 bits", un clone de la NES mais particulier. En fait, c'est à la fois une console portable et une console de salon. Il est possible d'y brancher des jeux japonais (ou américains/européens avec un adaptateur) et y jouer sur une télévision avec l'aide d'un câble audio/vidéo. En outre, la console permet peut se connecter avec la Game Boy Advance SP pour jouer à des jeux NES sur l'écran de la Game Boy Advance SP. Il est aussi possible d'utiliser le câble audio/vidéo pour utiliser le Game Boy Advance SP comme écran pour une Xbox, GameCube, PlayStation, PlayStation 2 etc. Enfin, on peut jouer directement avec des boutons sur le Handy FamiEight (pas avec les boutons de la Game Boy Advance SP qui sont utilisées pour ajuster la teinte, la brillance, la saturation (voir Codage informatique des couleurs) et le volume) ou avec les deux manettes incluses.